# Staden (Belgien)
Staden ist eine belgische Kleinstadt im Arrondissement Roeselare der Provinz Westflandern. Die Gemeinde gehört zur Region Flandern und zur Flämischen Gemeinschaft. Staden liegt zwischen Ypern, Roeselare und Diksmuide.  Die Gemeinde besteht aus Staden und den zwei Dörfern Oostnieuwkerke und Westrozebeke. Bei einer Fläche von 46,24 km² hatte Staden 11.677 Einwohner (Stand 1. Januar 2024).
Seit dem 15. Mai 2004 verbindet Staden eine Städtepartnerschaft mit der deutschen Stadt Florstadt.